# Vertigo (DC Comics)
DC Vertigo (también conocido como Vertigo Comics) fue un sello del editor estadounidense de cómics DC Comics. Fue creado en 1993 para publicar historias con más contenido gráfico o para adultos que no podían ajustarse a las restricciones de la Autoridad del Código de Cómics, lo que permite más libertad creativa que la huella principal de DC. Estos cómics eran libres de contener violencia explícita, abuso de sustancias y drogas, sexualidad, desnudez, blasfemias y otros temas controvertidos, similares al contenido de las películas con calificación R. Tras una serie de reestructuraciones editoriales en la década de 2010, DC anunció en junio de 2019 que la impresión se interrumpiría en enero de 2020.
Aunque sus publicaciones iniciales fueron principalmente sobre los géneros de terror y fantasía, también publicó trabajos que tratan sobre el crimen, los comentarios sociales, la ficción especulativa, la biografía y otros géneros. Originalmente publicando una mezcla de trabajo propiedad de la empresa y el creador, su enfoque en los últimos años fue en este último. Fue pionero en América del Norte en un modelo de publicación cada vez más común, en el que las series mensuales se incluyen periódicamente en ediciones recopiladas que se mantienen impresas para la venta de librerías.
La serie Vertigo ganó el premio Eisner de la industria de cómics, que incluye la "mejor serie continua" de varios años (Sandman, Preacher, 100 Bullets, Y: The Last Man, y Fables). Varias de sus publicaciones se adaptaron al cine (como Constantine, A History of Violence, Stardust y V de Vendetta) y la televisión (como Constantine, iZombie, Lucifer y Preacher).

## Historia
Al fin de la década de los '80, la editorial estadounidense DC Comics creó varios sellos, cuyo objetivo era englobar títulos dirigidos a un público más adulto que el habitual de la editorial, como eran La Cosa del pantano, Hellblazer, Sandman, entre otros. El sello cambió de nombre en varias ocasiones, pero el más duradero fue Helix.
En 1993, Karen Berger, directora ejecutiva de DC Cómics, fundó oficialmente la línea Vertigo tratando de atraer a la editorial escritores que escribían historias de temática “madura” y evitando que el contenido de estas historietas llegara al público más joven. Esto sucedió en una época en la que, de forma general, las empresas editoras de cómics dotaban de más importancia al dibujo de los mismos que a las historias que contaban (el ejemplo más claro fue la fundación de la editorial Image Comics). Vertigo, por el contrario, tenía el objetivo de contratar escritores vanguardistas, anteponiendo la importancia de las historias a la del dibujo.
Aunque muchos de los títulos encuadrados en Vertigo seguían estando ligados al universo convencional de DC (Hellblazer, La Cosa del pantano, Doom Patrol, Animal Man, Los Libros de magia, Sandman, etc.), progresivamente estos títulos se fueron desconectando de la "continuidad" que englobaba los títulos del universo DC, dejando de lado la temática superheroica. A causa de esto las interrelaciones con el universo convencional de DC, a menudo no están del todo claras y en ocasiones son contradictorias. De forma progresiva se fueron sumando a los títulos clásicos muchos nuevos títulos que comenzaban sus historias sin estas restricciones, sin explicar en que momento o lugar del universo DC ocurren los acontecimientos que en ellos se explican y sin que haya interrelaciones con personajes de otras series.
La línea Vertigo ejerció una gran influencia en la industria del comic-book estadounidense, particularmente en lo referente a la creación de tomos recopilatorios de las historias previamente publicadas en comic-books y en la publicación de novelas gráficas. De este modo se consigue un efecto adicional de penetración en el mercado de las tiendas de libros, al presentarlos en un formato parecido a estos y además facilitar futuras reediciones del título. De este modo, se extiende el ciclo de vida del producto desde un único mes hasta un virtual infinito.
Algunas series, como Transmetropolitan, no tuvieron siempre buenas ventas cuando fueron publicadas serializadas en comic-books mensuales, pero continuaron su publicación porque DC Comics confiaba en que su posterior recopilación en tomo si iban a tener unas fuertes ventas.
A partir del año 2000 y debido fundamentalmente al éxito de Vertigo con este formato de tomos recopilatorios, se comenzaron a recuperar series anteriores a la fundación del sello en 1993, como puedan ser La Cosa del pantano, Animal Man y V de Vendetta. Transmetropolitan, que fue inicialmente lanzado con el sello Helix, también fue recopilado bajo Vertigo, así como las mejores colecciones de House of Mystery, una antigua serie de DC.
En 2005, Vertigo expandió su marca con el proyecto cinematográfico de Constantine, una película basada en el cómic Hellblazer. Una historia de Violencia (originalmente una colección englobada en otro sello de DC como era Paradox Press), se estrenó en 2005 y la adaptación al cine de V de Vendetta en 2006.

## Cómics Vertigo en otros medios
Las historias de los cómics Vertigo han sido adaptadas en varias ocasiones. Destacan las adaptaciones al cine y TV:
- Constantine, basada en Hellblazer y cuyo protagonista da título a la película;
- Una Historia de Violencia;
- V for Vendetta, basada en el cómic escrito por Alan Moore;
- The Fountain, basada en la homónima novela gráfica;
- Stardust, basada en el cómic de Neil Gaiman y Charles Vess.
- The Losers
- Lucifer, Serie de TV
- Predicador, Serie de TV
- iZombie, Serie de TV
- Sandman, serie de TV

También existen varios proyectos para adaptar al cine a Y: El último hombre.
La Cosa del Pantano apareció como cameo en un episodio de la liga de la justicia ilimitada.
Animal Man será uno de los personajes que aparecerá en el próximo videojuego DC universe online.
También existe un videojuego basado en la adaptación al cine de Hellblazer, titulado Constatine. También hubo un proyecto de adaptar 100 Balas a un videojuego, pero finalmente fue cancelado.

## Autores destacados
Muchos autores destacados de cómics ha escrito para Vertigo en un momento u otro, incluyendo algunos nombres muy destacados, como:
| - Brian Azzarello - Kyle Baker - Ed Brubaker - Mike Carey - Howard Chaykin - Nancy A. Collins - Jamie Delano - J. M. DeMatteis - Paul Dini - Warren Ellis - Garth Ennis - Christopher Fowler | - Neil Gaiman - Steve Gerber - Alan Grant - Devin Grayson - Gilbert Hernández - Dylan Horrocks - James D. Hudnall - Peter Kuper - Terry LaBan - Joe R. Lansdale - Mark Millar - Peter Milligan | - Alan Moore - Grant Morrison - Rachel Pollack - Paul Pope - James Robinson - Brian K. Vaughan - Matt Wagner - Bill Willingham - Judd Winick - Brian Wood - James O'Barr |

## Títulos destacados
Algunos de los títulos más destacados del sello Vertigo son los siguientes:
- 100 Balas
- American Vampire
- V de Vendetta
- Angel and the Ape
- Animal Man
- El Asco
- Congo Hill
- La Cosa del pantano
- Deadman
- DMZ (cómic)
- Doom Patrol
- The Dreaming
- Enigma
- The Exterminators
- Fábulas
- Finals
- Hellblazer
- iZombie
- Una historia violenta
- The Invisibles
- Los Leones de Bagdad
- Los Libros de la Magia
- The Losers
- Loveless
- Lucifer
- Nevada
- Northlanders
- Muerte: A las puertas de la muerte
- Muerte: El Alto coste de la vida
- Muerte: Lo mejor de tu vida
- Predicador
- The Signal
- Sandman
- Shade, el hombre cambiante
- Testament
- Transmetropolitan
- The Crow
- We3
- Weird War Tales
- Y: El último hombre